# Gasa Zhen
Gasa Zhen (kinesiska: 嘎洒, 嘎洒镇) är en köping i Kina. Den ligger i provinsen Yunnan, i den sydvästra delen av landet, omkring 400 kilometer sydväst om provinshuvudstaden Kunming. Antalet invånare är 73 303. Befolkningen består av 35 331 kvinnor och 37 972 män. Barn under 15 år utgör 15,0 %, vuxna 15-64 år 75 %, och äldre över 65 år 8,0 %.
Genomsnittlig årsnederbörd är 1 593 millimeter. Den regnigaste månaden är juli, med i genomsnitt 356 mm nederbörd, och den torraste är februari, med 11 mm nederbörd.